# Piedimonte San Germano
Piedimonte San Germano is een gemeente in de Italiaanse provincie Frosinone (regio Latium) en telt 5360 inwoners (31-12-2004). De oppervlakte bedraagt 17,4 km², de bevolkingsdichtheid is 300 inwoners per km².

## Demografie
Piedimonte San Germano telt ongeveer 2193 huishoudens. Het aantal inwoners daalde in de periode 1991-2001 met 4,0% volgens cijfers uit de tienjaarlijkse volkstellingen van ISTAT.
| Jaar | Inwoneraantal |
| ---- | ------------- |
| 1991 | 4668          |
| 2001 | 4481          |

## Geografie
De gemeente ligt op ongeveer 107 m boven zeeniveau.
Piedimonte San Germano grenst aan de volgende gemeenten: Aquino, Castrocielo, Colle San Magno, Pignataro Interamna, Terelle, Villa Santa Lucia.